# جيمس فيلو هاجرستروم
جيمس فيلو هاجرستروم (بالإنجليزية: James P. Hagerstrom)‏ (و. 1921 – 1994 م) هو طيار مقاتل، ومحامٍ أمريكي، ولد في سيدار فولز، ويحمل رتبة عسكرية عقيد، توفي في شريفبورت، عن عمر يناهز 73 عاماً، بسبب سرطان المعدة.

## الخدمة العسكرية
خدم في القوات الجوية الأمريكية 1952–يناير 1968، وخدم في القوات الجوية لجيش الولايات المتحدة 15 يناير 1942–6 سبتمبر 1945.

## جوائز
حصل على جوائز منها:
- صليب الطيران المتميز
- ميدالية النجمة الفضية
- نوط الجو
- وسام الاستحقاق الأمريكي برتبة فيلق